# دونالد لیپنکات
دونالد لیپنکات (انگلیسی: Donald Lippincott; ۱۶ نوامبر ۱۸۹۳ – ۹ ژانویهٔ ۱۹۶۲) ورزشکار دو و میدانی اهل ایالات متحده آمریکا بود.
وی در مسابقات کشوری و بین‌المللی در مجموع برندهٔ ۱ مدال نقره، ۱ مدال برنز شده‌است.